# 1314 km (Kazachstan)
1314 km (kaz. 1314 км, ros. 1314 км) – przystanek kolejowy w obwodzie karagandyjskim, w Kazachstanie. Położony jest na linii Mojynty – Aktogaj, na trasie Nowego Jedwabnego Szlaku. Leży wśród stepów, w oddaleniu od skupisk ludzkich, w pobliżu jeziora Bałchasz.